# Гелфусс, Ник
Николас Алан Гелфусс (англ. Nicholas Alan Gehlfuss; род. 21 января 1985 года, Кливленд, Огайо, США) — американский актёр, известный по роли доктора Уилла Холстеда в сериале канала NBC «Медики Чикаго».

## Ранние годы
Ник Гелфусс родился 21 января 1985 года в Кливленде, штат Огайо. Рос в районе Маленькая Италия, позже переехал на восточные окраины — в Честерленд. Актёрством Ник заинтересовался в восьмом классе, когда учитель пригласил его на прослушивание в школьную пьесу, где ему досталась роль пирата по имени Красный Пёс в постановке «Острова сокровищ». После выпуска из школы West Geauga High School, Ник поступил в колледж Marietta College при Университете Миссури в Канзас-Сити, где получил степень бакалавра изящных искусств. После этого Гелфусс провёл 2 года в Нью-Йорке.

## Карьера
Свою актёрскую карьеру Ник начинал на театральных подмостках. Его дебют состоялся в Нью-Йорке в постановке пьесы «Сон в летнюю ночь», где вместе с ним в главных ролях выступили Биби Нойвирт и Кристина Риччи. Гелфусс также получил престижную награду Rosemarie Tichler Award «За выдающиуюся игру в театральной постановке».
В 2009 году Ник принял участие в озвучивании фильма для детей «Сэм Стил и детское детективное агентство». Далее последовали эпизодические роли в таких сериалах как «Армейские жёны», «Дорогой доктор», «Риццоли и Айлс», «Хорошая жена», «В поле зрения», «Голубая кровь». В 2013 году Гелфусс присоединился ко второму сезону сериала «Новости» в роли Росса Кесслера. Далее было участие в четвёртом сезоне популярного сериала канала Showtime «Бесстыжие». В 2014 году Ник появился на большом экране в фильме «Любовь и милосердие», в котором главные роли исполнили Джон Кьюсак, Пол Дано и Элизабет Бэнкс. В этом же году Ника пригласили на гостевую роль в сериале «Константин».
В 2015 году Ник присоединился к разрастающейся чикагской франшизе — в сериал канала NBC «Медики Чикаго», где он играет роль доктора Уилла Холстеда. Первое появление персонажа Гелфусса состоялось в сериале «Полиция Чикаго», а затем и в главном сериале франшизы — «Пожарных Чикаго».

## Личная жизнь
16 мая 2016 года стало известно, что Ник женился на своей подруге Лилиан Матсуд. Свадьба была секретной и проходила в штате Огайо.
Ник живёт в Лос-Анджелесе, Калифорния.
Его рост —1,88 м (6 футов и 2 дюйма).

## Фильмография
| Год       | Название                                       | Роль                          | Примечания               |
| --------- | ---------------------------------------------- | ----------------------------- | ------------------------ |
| 2007      | Армейские жёны                                 |                               | 4x17                     |
| 2009      | Дорогой доктор                                 | Лэнс                          | 6x01                     |
| 2009      | Сэм Стил и детское детективное агентство       | Радио Мартинсон (озвучивание) |                          |
| 2010      | Риццоли и Айлс                                 | Джек Робертс                  | 4x09                     |
| 2011      | Хорошая жена (телесериал)                      | Джесси                        | 2x10                     |
| 2011      | The Wingman                                    | Ник                           | 1x03                     |
| 2011      | Голубая кровь                                  | Джимми-букмекер               | 2x08                     |
| 2012      | В поле зрения                                  | Джек Хьюджес                  | 2x03                     |
| 2013      | Болота                                         | Рэнди Диллард                 | 4x06                     |
| 2013      | Новости                                        | Росс Кеслер                   | Регулярная роль, 4 серии |
| 2013      | Вместо цветов                                  | Митч                          |                          |
| 2014      | Бесстыжие                                      | Робби Пратт                   | Регулярная роль, 6 серий |
| 2014      | Лонгмайер                                      | Кэмэрон Мэддокс               | Регулярная роль, 3 серии |
| 2014      | Убийство первой степени                        | Марк Страусс                  | Регулярная роль, 3 серии |
| 2014      | Константин                                     | Доктор Томас Гален            | 01x12                    |
| 2014      | Любовь и милосердие                            | Брэд Джонстон                 |                          |
| 2015      | В Филадельфии всегда солнечно                  | Шон                           | 10x02                    |
| 2015      | Власть в ночном городе                         | Ли                            | Регулярная роль, 2 серии |
| 2015      | The Mystery of Matter: Search for the Elements | Гленн Сиборг                  | 1x03                     |
| 2015-2023 | Полиция Чикаго                                 | Доктор Уилл Холстед           | Гость                    |
| 2015-2023 | Пожарные Чикаго                                | Доктор Уилл Холстед           | Гость                    |
| 2015-2023 | Медики Чикаго                                  | Доктор Уилл Холстед           | Главная роль             |
| 2016      | Equity                                         | Гэйб                          |                          |